# Академічне веслування на літніх Олімпійських іграх 2020 — двійки (жінки)
Змагання з академічного веслування в двійках серед жінок на літніх Олімпійських іграх 2020 року відбувалися з 24 по 29 липня 2021 року на Веслувальному каналі Сі Форест. Змагалися 26 веслувальниць з 13 країн.

## Кваліфікація
Кожен Національний олімпійський комітет (NOC) може виставити в цій дисципліні не більш як одного човна (двох веслувальниць). 13 квот розподілено таким способом:
- 11 через Чемпіонат світу 2019 року
- 2 через Фінальну кваліфікаційну регату

## Формат змагань
У цій дисципліні академічного веслування човном рухають дві веслувальниці, використовуючи по одному веслу. Довжина дистанції становить 2000 метрів — олімпійський стандарт починаючи з 1912 року.
У першому раунді проводять три попередні запливи. Перші три човни в кожному запливі виходять до півфіналу, а всі інші потрапляють до додаткового раунду.
Додатковий раунд дає веслувальницям ще один шанс потрапити до півфіналу. Човни, що посіли перші три місця, виходять до півфіналів, а решта — вибувають з подальшої боротьби.
Два півфінали по шість човнів у кожному. Перші три човни в кожному півфіналі виходять до фіналу A. Решта - потрапляють до фіналу B.
Третій і завершальний раунд — фінали. Кожен фінал визначає місце, що посіли веслувальниці. У фіналі A розігрують медалі, а також місця з 4-го по 6-те. У фіналі B розігрують місця з 7-го по 12-те тощо.

## Розклад
Змагання в цій дисципліні відбуваються впродовж шести окремих днів. Вказано час початку сесії. Під час однієї сесії можуть відбуватися змагання в кількох різних дисциплінах.
Вказано японський стандартний час (UTC + 9)
| Дата                       | Час        | Раунд             |
| -------------------------- | ---------- | ----------------- |
| субота, 24 липня 2021 року | 9:20       | Попередні запливи |
| Неділя, 25 липня 2021 року | 9:50       | Додатковий заплив |
| Вівторок, 27 липня 2021 р  | 10:58      | Півфінали A/B     |
| Четвер, 29 липня 2021 року | 10:50 9:30 | Фінал B Фінал A   |

## Результати

### Запливи
Перші три човни з кожного запливу кваліфікувалися до чвертьфіналів, а решта - потрапили до додаткового запливу.

#### Заплив 1
| Місце | Доріжка | Веслувальниці                   | Країна        | Час     | Примітки |
| ----- | ------- | ------------------------------- | ------------- | ------- | -------- |
| 1     | 4       | Келлей Філмер Гілларі Дженссенс | Канада (CAN)  | 7:18.34 | Q        |
| 2     | 2       | Адріана Айлінкей Юліана Бухуш   | Румунія (ROU) | 7:20.36 | Q        |
| 3     | 3       | Кірі Тонтодонаті Айша Рочек     | Італія (ITA)  | 7:22.79 | Q        |
| 4     | 1       | Меган Келмоу Трейсі Ейссер      | США (USA)     | 7:26.95 | Д        |
| 5     | 5       | Марія Кіріду Хрістіна Бурбу     | Греція (GRE)  | 7:33.94 | Д        |

#### Заплив  2
| Місце | Доріжка | Веслувальниці                        | Країна                           | Час     | Примітки |
| ----- | ------- | ------------------------------------ | -------------------------------- | ------- | -------- |
| 1     | 3       | Джессіка Моррісон Аннабель Макінтайр | Австралія (AUS)                  | 7:21.75 | Q        |
| 2     | 1       | Василіса Степанова Олена Орябінська  | Олімпійський комітет Росії (ROC) | 7:23.39 | Q        |
| 3     | 2       | Гелен Гловер Поллі Свонн             | Велика Британія (GBR)            | 7:23.98 | Q        |
| 4     | 4       | Хуан Кайфен Лю Цзіньчао              | Китай (CHN)                      | 7:45.55 | Д        |

#### Заплив  3
| Місце | Доріжка | Веслувальниці                     | Країна              | Час     | Примітки |
| ----- | ------- | --------------------------------- | ------------------- | ------- | -------- |
| 1     | 2       | Грейс Прендергаст Керрі Говлер    | Нова Зеландія (NZL) | 7:19.08 | Q        |
| 2     | 3       | Ядвіга Расмуссен Фіє Удбі Еріхсен | Данія (DEN)         | 7:22.86 | Q        |
| 3     | 1       | Айна Сід Вірхінія Діас Rivas      | Іспанія (ESP)       | 7:23.14 | Q        |
| 4     | 4       | Айлін Кровлі Моніка Дукарська     | Ірландія (IRL)      | 7:24.71 | Д        |

### Додатковий заплив
Перші три човни з запливу виходять до півфіналу; четвертий - вибуває.
| Місце | Доріжка | Веслувальниці                 | Країна         | Час     | Примітки |
| ----- | ------- | ----------------------------- | -------------- | ------- | -------- |
| 1     | 4       | Марія Кіріду Хрістіна Бурбу   | Греція (GRE)   | 7:28.00 | Q        |
| 2     | 1       | Меган Келмоу Трейсі Ейссер    | США (USA)      | 7:29.87 | Q        |
| 3     | 2       | Айлін Кровлі Моніка Дукарська | Ірландія (IRL) | 7:31.99 | Q        |
| 4     | 3       | Хуан Кайфен Лю Цзіньчао       | Китай (CHN)    | 7:45.17 |          |

### Півфінали

#### Півфінал A/B 1
| Місце | Доріжка | Веслувальниці                        | Країна                | Час     | Примітки |
| ----- | ------- | ------------------------------------ | --------------------- | ------- | -------- |
| 1     | 6       | Марія Кіріду Хрістіна Бурбу          | Греція (GRE)          | 6:48.70 | FA       |
| 2     | 2       | Гелен Гловер Поллі Свонн             | Велика Британія (GBR) | 6:49.39 | FA       |
| 3     | 3       | Келлей Філмер Гілларі Дженссенс      | Канада (CAN)          | 6:49.46 | FA       |
| 4     | 4       | Джессіка Моррісон Аннабель Макінтайр | Австралія (AUS)       | 6:49.82 | FB       |
| 5     | 1       | Айлін Кровлі Моніка Дукарська        | Ірландія (IRL)        | 7:06.07 | FB       |
| 6     | 5       | Ядвіга Расмуссен Фіє Удбі Еріхсен    | Данія (DEN)           | 7:08.44 | FB       |

#### Півфінал A/B 2
| Місце | Доріжка | Веслувальниці                       | Країна                           | Час        | Примітки |
| ----- | ------- | ----------------------------------- | -------------------------------- | ---------- | -------- |
| 1     | 4       | Грейс Прендергаст Керрі Говлер      | Нова Зеландія (NZL)              | 6:47.41 WB | FA       |
| 2     | 5       | Василіса Степанова Олена Орябінська | Олімпійський комітет Росії (ROC) | 6:50.24    | FA       |
| 3     | 6       | Айна Сід Вірхінія Діас Rivas        | Іспанія (ESP)                    | 6:50.63    | FA       |
| 4     | 3       | Адріана Айлінкей Юліана Бухуш       | Румунія (ROU)                    | 6:58.55    | FB       |
| 5     | 1       | Меган Келмоу Трейсі Ейссер          | США (USA)                        | 7:02.52    | FB       |
| 6     | 2       | Кірі Тонтодонаті Айша Рочек         | Італія (ITA)                     | 7:04.52    | FB       |

### Фінали

#### Фінал B
| Місце | Доріжка | Веслувальниці                        | Країна          | Час     | Примітки |
| ----- | ------- | ------------------------------------ | --------------- | ------- | -------- |
| 7     | 3       | Джессіка Моррісон Аннабель Макінтайр | Австралія (AUS) | 6:56.46 |          |
| 8     | 6       | Ядвіга Расмуссен Фіє Удбі Еріхсен    | Данія (DEN)     | 6:59.48 |          |
| 9     | 4       | Адріана Айлінкей Юліана Бухуш        | Румунія (ROU)   | 7:01.02 |          |
| 10    | 2       | Меган Келмоу Трейсі Ейссер           | США (USA)       | 7:02.16 |          |
| 11    | 5       | Айлін Кровлі Моніка Дукарська        | Ірландія (IRL)  | 7:02.22 |          |
| 12    | 1       | Кірі Тонтодонаті Айша Рочек          | Італія (ITA)    | 7:04.46 |          |

#### Фінал A
| Місце | Доріжка | Веслувальниці                       | Країна                           | Час     | Примітки |
| ----- | ------- | ----------------------------------- | -------------------------------- | ------- | -------- |
| 1     | 4       | Грейс Прендергаст Керрі Говлер      | Нова Зеландія (NZL)              | 6:50.19 |          |
| 2     | 5       | Василіса Степанова Олена Орябінська | Олімпійський комітет Росії (ROC) | 6:51.45 |          |
| 3     | 1       | Келлей Філмер Гілларі Дженссенс     | Канада (CAN)                     | 6:52.10 |          |
| 4     | 2       | Гелен Гловер Поллі Свонн            | Велика Британія (GBR)            | 6:54.96 |          |
| 5     | 3       | Марія Кіріду Хрістіна Бурбу         | Греція (GRE)                     | 6:57.11 |          |
| 6     | 6       | Айна Сід Вірхінія Діас Rivas        | Іспанія (ESP)                    | 7:00.05 |          |